# Castillo de Brougham

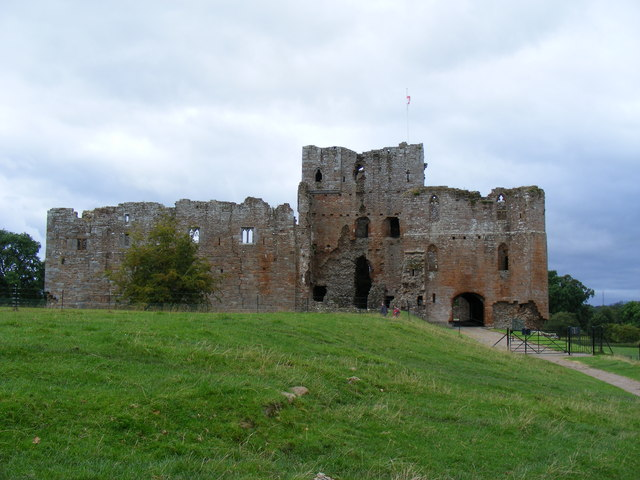
El este del Castillo de Brougham

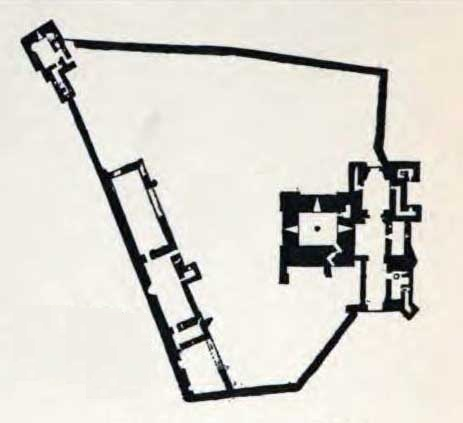
Planta del Castillo de Brougham

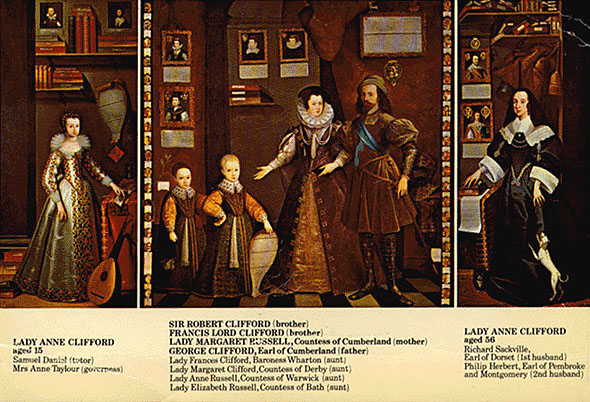
Retrato de Anne Clifford y su familia

El  castillo de Brougham' es un edificio medieval localizado al sur-este de Penrith, Cumbria, Inglaterra. El castillo está catalogado como patrimonio junto con las ruinas de un fuerte romano.

## Historia

### Fuerte romano
En el sitio, cerca de la confluencia de los ríos Eamont y Lowther, los romanos localizaron un castrum llamado Brocavum. Un asentamiento civil, creció alrededor de la fortaleza. Cuando los anglos llegaron a la zona llamaron al lugar Brougham.

### Los Vieuxpont
El castillo fue fundado por Robert de Vieuxpont en el siglo XIII. En su forma original, el castillo constaba de la torre del homenaje, dentro de una mota castral y una empalizada de madera. Cuando se construyó el castillo, Robert de Vieuxpont era uno de los pocos señores de la región que eran leales al rey. Los Vieuxponts fueron poderosos terratenientes del noroeste de Inglaterra también propietarios de los castillos de Appleby y Brough. En 1264, Robert de Vieuxpont nieto, fue declarado traidor y su propiedad fue confiscada por Enrique III. El Castillo de Brougham y las otras propiedades fueron finalmente devueltas a la familia Vieuxpont y se mantuvieron en su posesión hasta 1269 cuando pasaron a manos de la familia Clifford a través del matrimonio de Robert Clifford con Isabel de Vieuxpont.

### Los Clifford
Con el estallido de las Guerras de Independencia de Escocia en 1296, Brougham se convirtió en una importante base militar de Robert Clifford, I barón de Clifford; él comenzó la fortificación del castillo: la madera exterior de las defensas fue reemplazada con muros de piedra y fue añadida una guardia. La importancia de Brougham fue tal que en el año 1300 recibieron al rey Eduardo I. El segundo Roger de Clifford fue ejecutado como traidor en 1322, y las propiedades familiares pasaron a manos de Eduardo II, y fueron devueltas una vez que Eduardo III se convirtió en rey. La región era a menudo atacada por los escoceses, y en 1388 el castillo fue capturado y saqueado. 
Roger, V barón de Clifford y su esposa Maud de Beauchamp realizaron mejoras en el castillo hacia mediados del siglo XIV y colocaron los escudos de armas de ambos tallados en la entrada, pero en el siglo XIX, Henry Tufton, XI conde de Thanet los reemplazó por la actual inscripción "Thys Made Roger".
Después de esto, los Clifford comenzaron a pasar más tiempo en sus otros castillos, en particular el de Skipton en el condado de Yorkshire. Por 1592 su estado de deterioro era tal que George Clifford decidió pasar más tiempo en el sur de Inglaterra, debido a su papel como Campeón de la Reina. Cuando George Clifford murió en 1605, su esposa Margaret se convirtió en condesa viuda y comenzó la reparación de Brougham, que se convirtió en su residencia favorita. Margaret combatió los reclamos en los tribunales sobre la propiedad de las fincas de la familia por parte de su cuñado Francis Clifford, IV conde de Cumberland, y se aferró al castillo de Brougham. Su hija Lady Anne Clifford continuó con la restauración del castillo y de otras propiedades de los Clifford. Fue la única de los tres hijos de Margaret que sobrevivieron a la infancia, con lo que Anne heredó las propiedades después de que su madre murió en 1616. El conde de Cumberland de nuevo intentó hacer valer su derecho sobre las fincas de los Clifford, sin embargo, se falló en favor de Anne. La solución fue sólo temporal, y en abril de 1617, el rey decidió que el conde de Cumberland era el heredero legítimo, y las propiedades pasaron a Francis Clifford. Ese mismo año, Jacobo I visitó Escocia y en su viaje de regreso se quedó en los castillos de Carlisle, Brougham, y Appleby, donde se dieron caros banquetes en su honor. Después de esto, Brougham fue casi olvidado por su dueño y descuidado.
Francis Clifford murió en 1641, y a la muerte de su hijo Henry Clifford, V conde de Cumberland en 1643 las propiedades volvieron a Lady Anne Clifford y se dedicó a restaurarlas. En ese momento el castillo ya no era una fortificación y se había convertido en una mansión de campo. Anne Clifford puso un jardín en el sitio de la antigua fortaleza romana, lo que llevó al descubrimiento de objetos como monedas y tres altares. Un muro de piedra fue construido alrededor del jardín, que encierra un área de la puerta de entrada hasta el extremo sur de la fortaleza romana. Lady Anne Clifford murió en Brougham en 1676 Brougham se mantuvo en buenas condiciones durante un corto tiempo después de la muerte de Lady Anne.

### Decadencia
El conde de Thanet, que había heredado de las propiedades de los Clifford, vendió el mobiliario en 1714. La cáscara vacía comenzó su decadencia y era demasiado costoso de mantener.
Durante el siglo XVIII, el Distrito de los lagos se convirtió en una atracción turística popular y la sensibilidad de romanticismo idealizaban la belleza de las ruinas históricas como Brougham. 
Como una ruina, Brougham inspiró una pintura de J. M. W. Turner y fue mencionado en el poema El Preludio de William Wordsworth. 

### Actualidad
En 1915, el castillo fue declarado monumento "cuya preservación tiene una importancia nacional".
El castillo pasó a manos del Estado en la década de 1930 y se le efectúan reparaciones. Actualmente es mantenido por English Heritage. 
Es un yacimiento arqueológico protegido. Brougham es uno de los pocos castillos en Cumbria que ha sido objeto de una amplia investigación arqueológica. Hoy en día, el castillo está abierto al público, y un museo está dirigido por Patrimonio inglés,.